# Xã Newport, Quận Lake, Illinois
Xã Newport (tiếng Anh: Newport Township) là một xã thuộc quận Lake, tiểu bang Illinois, Hoa Kỳ. Năm 2010, dân số của xã này là 6.770 người.